# Jürgen Elsässer

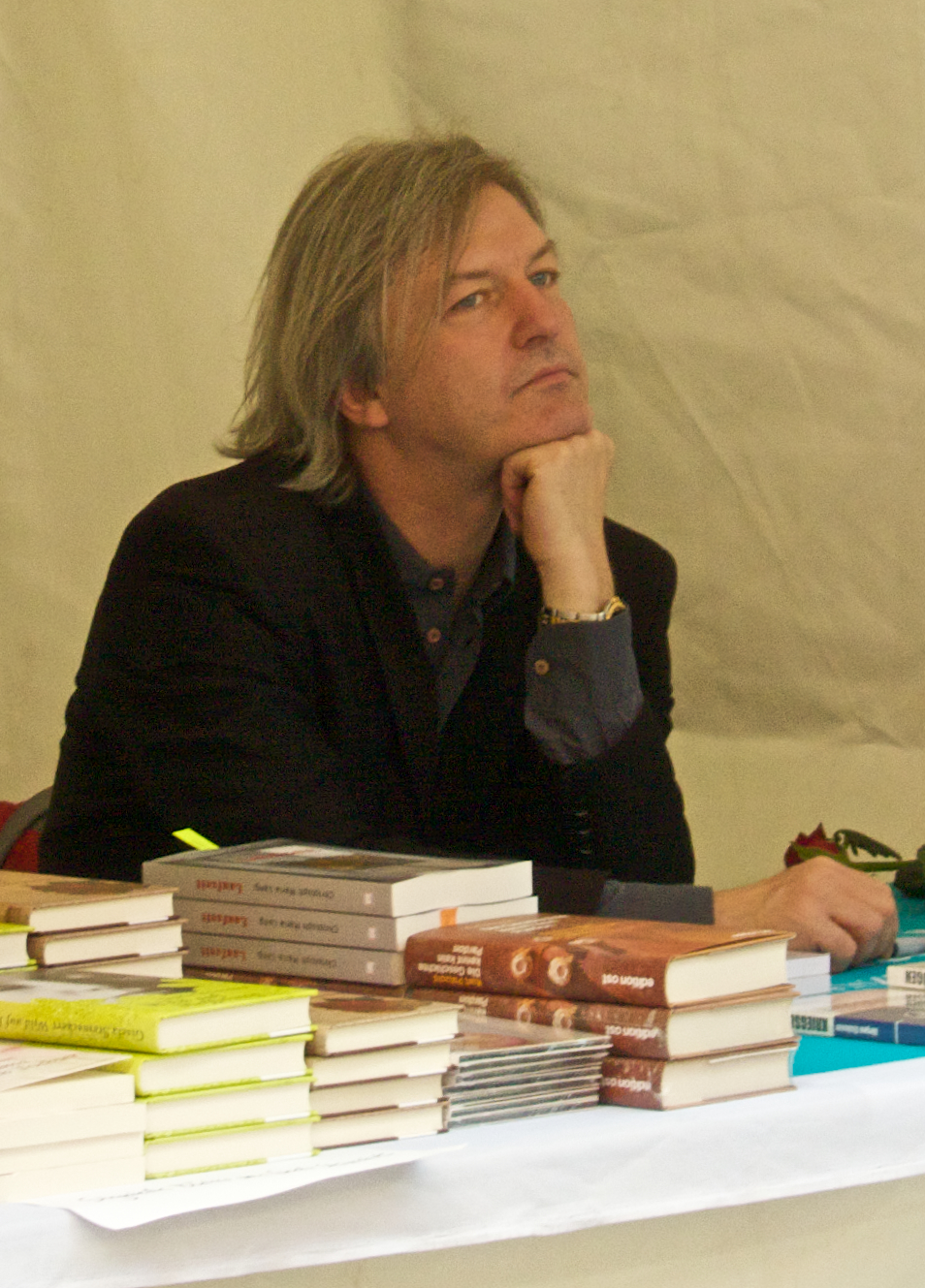
Jürgen Elsässer år 2008.

Jürgen Elsässer, född 20 januari 1957 i Pforzheim, är en tysk journalist, publicist och politisk aktivist som har skrivit flera böcker om Tysklands utrikespolitik. Han grundade år 2010 den tyska tidskriften Compact, som han sedan dess är chefredaktör för.